# Honkai: Star Rail
Honkai: Star Rail (崩坏: 星穹铁道S, Bēnghuài: Xīngqióng TiědàoP) è un videogioco di ruolo 3D gacha free-to-play sviluppato e pubblicato da miHoYo nella Cina continentale e globalmente da Cognosphere in Singapore, che opera con il nome HoYoverse. È il quarto gioco della serie Honkai e presenta sia personaggi nuovi che versioni alternative di personaggi già esistenti in Honkai Impact 3rd.

## Etimologia del nome
Lo "Star Rail" menzionato nel titolo si riferisce a un treno interstellare presente nel gioco, mentre Honkai è la principale forza antagonista della serie Honkai, che cerca di distruggere le civiltà mano a mano che progrediscono. La parola honkai deriva dal giapponese hōkai (崩壊?), che significa decadimento o distruzione.

## Modalità di gioco
Honkai: Star Rail è un videogioco di ruolo fantasy in cui i giocatori controllano fino a quattro personaggi che insieme formano una squadra. Sono presenti elementi open world ed esplorazioni di dungeon, con particolare attenzione al combattimento strategico a turni.

## Trama
Il gioco è ambientato in un universo fantascientifico in cui l'umanità segue il percorso di esseri chiamati Eoni. Il personaggio del giocatore, il Trailblazer, il cui nome e sesso sono scelti dal giocatore, si risveglia senza memoria a bordo di una stazione spaziale e scopre di essere impregnato di uno Stellaron, un'entità cosmica dirompente. Si uniscono a un gruppo di avventurieri, i Trailblazer, che viaggiano di mondo in mondo a bordo dell'Astral Express, il loro treno spaziale.

### Astral Express
Il Trailblazer si sveglia e incontra due membri dell'equipaggio, March 7th e Dan Heng. Entrambi viaggiano sull'Astral Express, un grande treno cosmico che percorre l'universo lungo l'omonima "Star Rail". Dopo aver eliminato le minacce rimanenti, il Trailblazer incontra Himeko, l'ingegnere dell'Astral Express, e Welt, un viaggiatore interdimensionale proveniente dall'universo di Honkai Impact 3rd. Nel tentativo di scoprire le loro origini e di eliminare le minacce degli Stellaron rimasti, il Trailblazer parte con l'equipaggio dell'Astral Express.

### Jarilo-VI
La loro prima destinazione è Jarilo-VI, un pianeta che è stato in gran parte devastato dal Gelo Eterno, un inverno inabitabile dovuto al potere di uno Stellaron. Quando l'equipaggio si avvicina, si scopre che l'Astral Express non è in grado di partire fino a quando lo Stellaron non viene gestito. Dichiarati fuggitivi dalla Guardiana Suprema Cocolia a causa della sua paranoia, l'equipaggio fugge nel sottosuolo, dove viene a conoscenza del Wildfire, che mantiene la pace, e del conflitto in corso con Svarog, il leader dei robot, che ha ripetutamente rifiutato i colloqui di pace. Dopo aver risolto una disputa, l'equipaggio torna in superficie per affrontare Cocolia, che si fonde con lo Stellaron. L'equipaggio la sconfigge e Bronya prende il suo posto come nuovo Guardiano Supremo, annunciando un piano per creare un ponte tra le due aree.

### Xianzhou Luofu
Dopo la conclusione della storia di Jarilo-VI, l'equipaggio riceve un segnale da Kafka, che vuole che l'equipaggio risolva un incidente Stellaron sulla Xianzhou Luofu. Al loro arrivo, l'equipaggio non è autorizzato ad assistere agli affari di Stellaron, ma viene incaricato dal generale dei Cavalieri della Nuvola Jing Yuan di eliminare Kafka e la sua coorte di cacciatori di Stellaron Blade, poiché la loro presenza sulla nave è considerata una minaccia. Quando l'equipaggio trova Kafka, questa rivela che il suo lavoro è terminato nel momento in cui il Trailblazer è arrivato sulla Xianzhou Luofu, un'azione prevista dal suo capo, Elio.

### Penacony
L'Astral Express arriva su Penacony per partecipare al Charmony Festival, che è supervisionato dalla Family, principalmente dal rappresentante, Sunday, e da sua sorella Robin, una famosa cantante. Il lusso più significativo di Penacony è un sistema di sogni collettivi noto come Dreamscape. Mentre si trova su Penacony, il Trailblazer incontra persone di varie fazioni: Aventurine, un senior manager dell'IPC Strategic Investment Department che è stato inviato a reclamare il pianeta per conto dell'azienda; Black Swan, una Memokeeper che guida il Garden of Recollection; Acheron, un'autoproclamata Galaxy Ranger che ha ucciso il leader dell'Annihilation Gang, Duke Inferno, e rubato il loro invito; Lo Stellaron Hunter Sam, un Iron Cavalry Knight che in seguito si scontra con il Trailblazer; e Firefly, una clandestina che soffre di una malattia terminale e che stringe uno stretto legame con il Trailblazer.
Il resto del gruppo viene a sapere che la liberazione di Penacony è stata annunciata dai Nameless; così, per combattere contro i piani della Family, Gallagher invia gli inviti al Charmony Festival. Con l'aiuto di Mikhail, uno dei discendenti dei Nameless, il Trailblazer si connette con l'Harmony. Il gruppo raggiunge il Grand Theater e combatte Sunday — ora fuso con il potere dell'Order — e sembra vincere dopo che Dan Heng chiama alleati provenienti dal Xianzhou Luofu. Tuttavia, Black Swan rivela che si tratta di un'illusione pacificatrice che offusca il confine tra sogno e realtà. Con l'aiuto di Acheron, Black Swan, Robin e il cowboy cyborg Boothill, l'equipaggio dell'Astral Express fugge dall'illusione dell'Order e riesce a sconfiggere davvero Sunday, ripristinando il Dreamscape e la realtà una volta per tutte.
Mentre l'Astral Express si prepara a partire, Pom-Pom e Welt rivelano che le soste più lunghe dell'Express hanno utilizzato tutto il suo carburante. Per risolvere questo problema, Black Swan suggerisce ai membri dell'Express di dirigersi verso un pianeta sconosciuto anche ad Akivili: Amphoreus. Nel frattempo, Jade fa visita a Sunday nella prigione della Family e gli offre un accordo per adempiere al suo voto e a quello di Robin: "Costruire un vero rifugio dove tutti possano raggiungere la pace".

### Amphoreus
Dopo essere partito da Penacony l'equipaggio arriva ad Amphoreus per una spedizione e il Trailblazer parte soltanto assieme a Dan Heng a causa di una "malattia" di March 7th.
Prima di atterrare però l'Astral Express viene colpito e i protagonisti vengono trovati da Phainon e Tribbie che li portano a Ohkema.

## Sviluppo

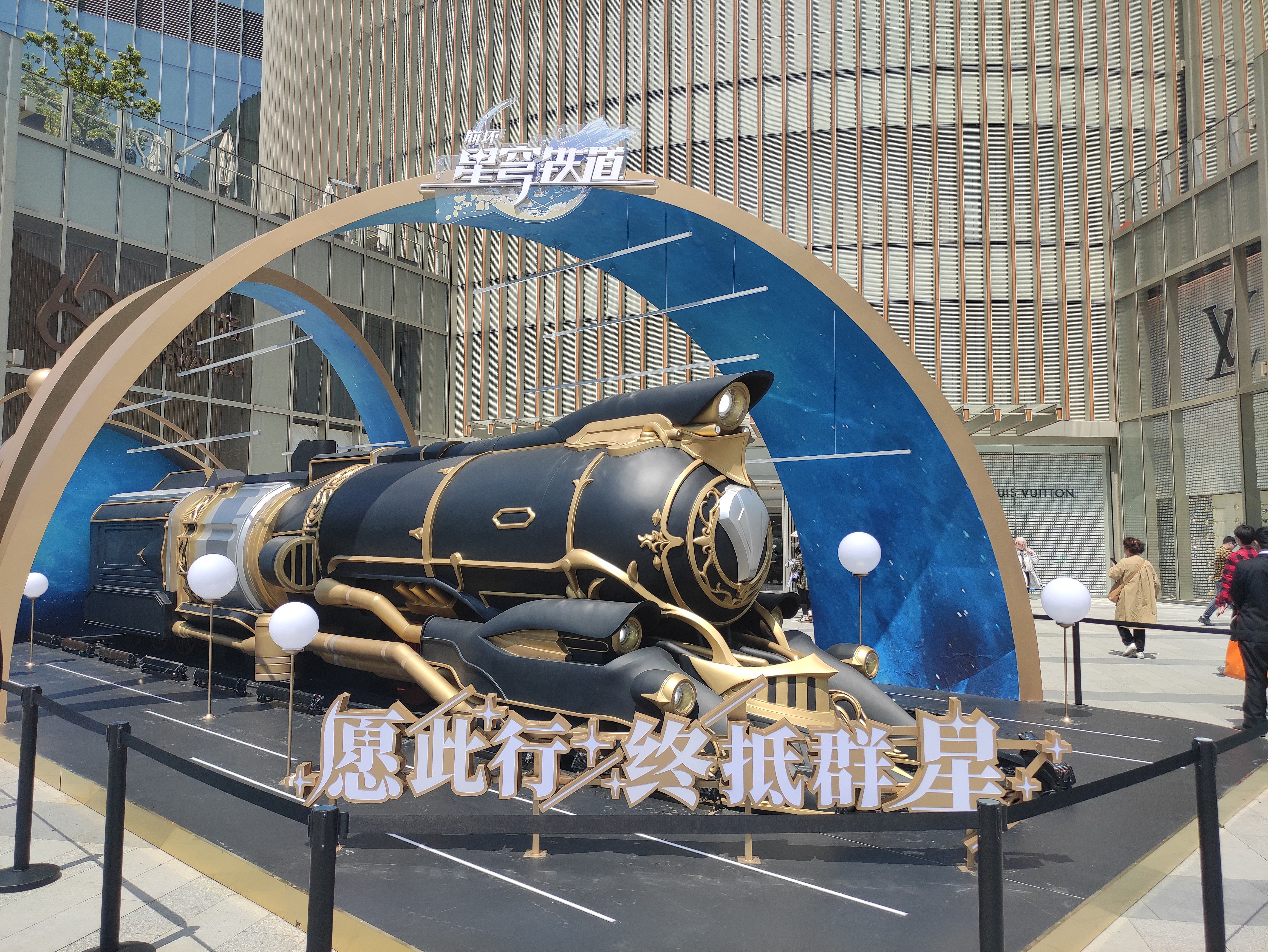
Un modello dell'Astral Express a Xujiahui, Shanghai

Il videogioco è stato annunciato il 7 ottobre 2021 alla fine del concerto online di Honkai Impact 3rd, Starfire Sonorant e successivamente sul proprio canale YouTube. Ha successivamente avuto due closed beta: la prima è durata dal 26 ottobre 2021 al 1º novembre 2021 e la seconda dal 25 maggio 2022 al 15 giugno dello stesso anno. Il 15 agosto dello stesso anno, il gioco ha ricevuto il sostegno del "Fondo speciale per lo sviluppo culturale" emesso dall'Ufficio della cultura e del turismo di Xuhui, a Shanghai, luogo in cui è locata la sede della MiHoYo. Il 23 agosto 2022, durante la serata di apertura della Gamescom 2022 è stato presentato un trailer della storia del gioco.
Il 17 gennaio 2023, la National Press and Publication Administration ha approvato il numero di versione del gioco per dispositivi mobile ed è stata approvata la sua distribuzione nella Cina continentale. Il 10 febbraio 2023 si è svolta la terza closed beta e la pagina dell'App Store di Apple ha rivelato che la data di lancio ufficiale del gioco sarebbe stata il 26 aprile. Nel mercato internazionale, miHoYo ha lanciato più di 2.000 set di annunci su Google Play un mese prima della beta pubblica del gioco. Il principale canale pubblicitario è stato Google AdMob e le principali aree pubblicitarie sono state Giappone, Hong Kong, Stati Uniti, Vietnam e Tailandia.
Il 15 aprile 2023 è stato annunciato che il gioco aveva già 10 milioni di utenti registrati nonostante non fosse ancora uscito. Il 25 aprile, miHoYo ha pubblicato il video della sigla di apertura del gioco, intitolata "Star Travel". Il giorno successivo, ossia Il 26 aprile, è invece stato pubblicato il gioco per Windows, iOS e Android ed è stato annunciato che i porting per PlayStation 4 e PlayStation 5 arriveranno in futuro. Il 28 aprile, miHoYo ha tenuto la sua prima mostra a tema a Xujiahui, intitolata "Galaxy Gathering". Dal 29 aprile al 13 maggio, miHoYo ha pubblicato annunci di treni sulla linea 1 della metropolitana di Xiamen e ha emesso congiuntamente degli NFT per promuovere il gioco.

## Accoglienza

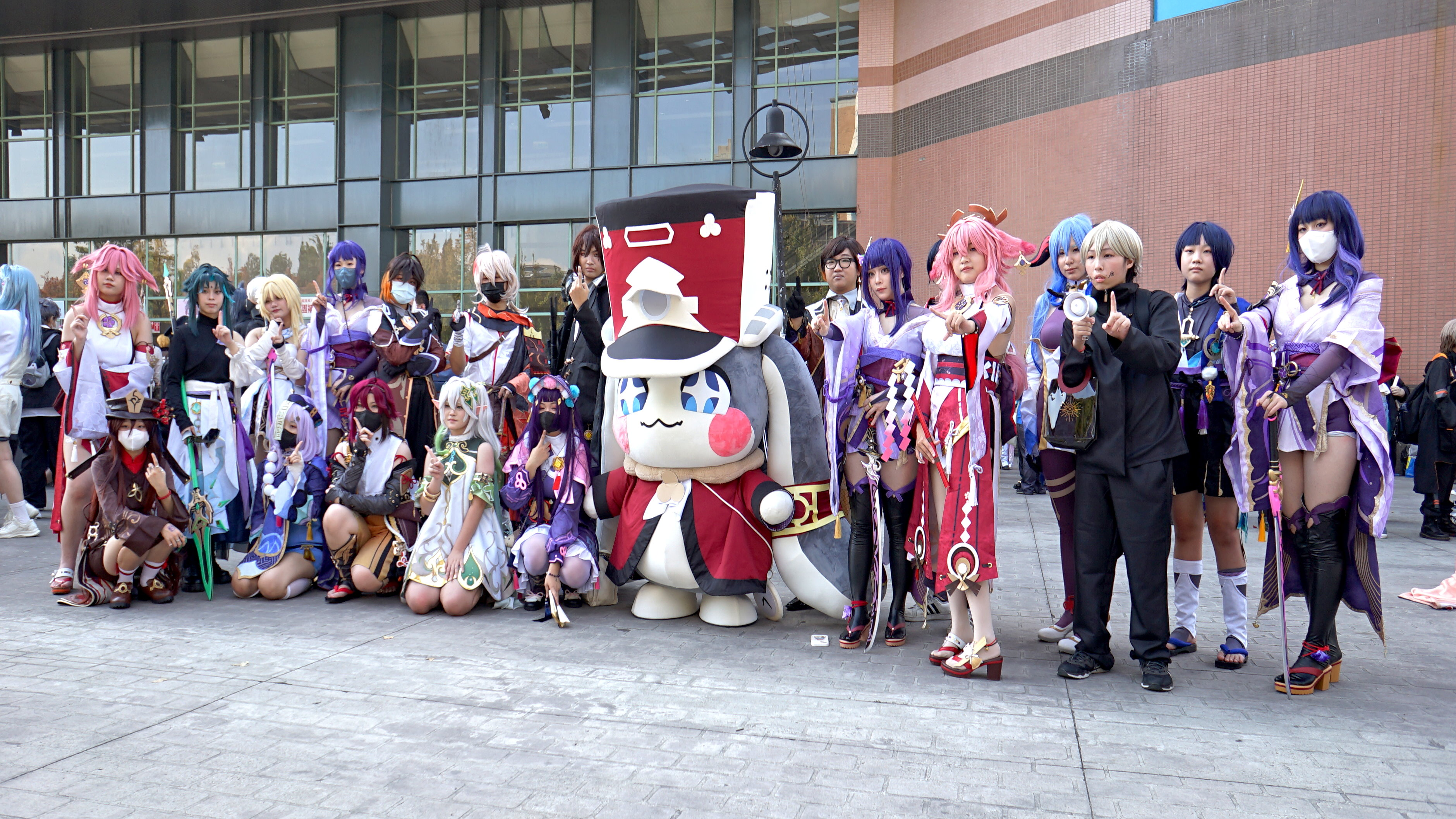
Cosplayer di alcuni dei personaggi del gioco e Genshin Impact

Il gioco ha ricevuto recensioni generalmente favorevoli secondo l'aggregatore di recensioni Metacritic.
Jessica Orr di Eurogamer ha raccomandato il gioco per il suo «umorismo deliziosamente sciocco, il cast composto da voci carismatiche e il combattimento davvero magnifico», nonostante la tendenza degli autori a «dare spiegazioni in una sola frase per dettagli importanti, ma dedicare otto paragrafi a spiegare troppo il più semplice colpo di scena». Jason Coles di Rock Paper Shotgun ha definito il gioco «ancora nelle sue fasi iniziali ma [...] incredibilmente divertente da giocare», affermando che il gioco è come Star Ocean «ma se tutti fossero più affascinanti e tu potessi giocare d'azzardo». Il revisore ha elogiato il sistema di combattimento per il suo essere profondo ma accessibile e ha notato che, come in Genshin Impact, non è necessario spendere soldi per progredire, poiché tutti i contenuti del gioco possono essere completati con i personaggi che i giocatori ricevono gratuitamente. Tyler Colp di PC Gamer ha invece apprezzato «l'impeccabile stile visivo e la profondità strategica» di Star Rail e il suo «tono elastico, che oscilla dall'eroico ottimismo di una space opera, alla commedia oscura di un gioco di Nier, con un sacco di narrazione soap opera di Final Fantasy XIV mescolata insieme». Per il revisore, le attrazioni principali del gioco sono la sua «pura creatività» e il fatto che «distilla ciò che è più soddisfacente dei giochi di ruolo a turni: decisioni tattiche basate sul team».